# George Legh-Jones
Sir George Legh-Jones (* 24. März 1890; † 1960) war ein britischer Manager. Er nahm von den 1920er Jahren bis in die 1940er Jahre leitende Funktionen im Royal-Dutch-Shell-Konzern ein.

## Leben und Tätigkeit
Legh-Jones war der Sohn des Chefbuchhalters bei der Cambrian Railway Edward Legh-Jones. 1911 trat er in den Dienst der Canadian Bank of Commerce.
Am 4. August 1914 meldete er sich anlässlich des britischen Eintritts in den Ersten Weltkrieg als Kriegsfreiwilliger.
1919 trat Legh-Jones in die Royal Dutch Shell Gruppe ein. Er wurde zunächst Manager in der Abteilung für Treibstofföl (Fuel oil Department) der Asiatic Petroleum Company, einer Tochtergesellschaft der Gruppe. 1921 wurde er einige Monate in der Geschäftszentrale des Konzerns in Den Haag eingesetzt. 1922 wurde er als Präsident der Shell Oil Company in California nach San Francisco geschickt, wo er bis 1934 als Direktor die dortigen Geschäfte des Ablegers der Shell-Gruppe an der amerikanischen Westküste leitete.
1934 kehrte Legh-Jones als Manager der Anglo-Saxon Petroleum Company, eines anderen Zweigs der Shell-Gruppe, nach Europa zurück. 1937 wurde er schließlich in den Vorstand der Shell Transport and Trading Company aufgenommen und zu einem der Managing Directors der politischen Frontunternehmen (political operating companies) des Konzerns ernannt.
Im Juni 1944 wurde Legh-Jones Managing Director der Shell Transport and Trading Company. In dieser Stellung war er entscheidend am Aufbau der firmeneigenen Tankerflotte des Shell-Konzerns beteiligt. Im März 1949 wechselte er in das Direktorium der Lloyd Bank, damals eine der großen fünf englischen Banken.
Legh-Jones war Mitglied des Order of the British Empire und wurde 1950 zum Knight Bachelor geschlagen.